# 五鳳南華宮
五鳳南華宮位於四川省成都市金堂縣五鳳鎮，建於清雍正年間，占地面積約1640.86平方公尺，建築面積約1334.67平方公尺，東西長40.85公尺，南北寬37.25公尺，坐東朝西，四合院佈局，現存萬年台、正殿、左右廂房等。建築古樸、典雅、美麗、壯觀，裝飾雕刻精美，各種人物、鳥獸、花草、山水等，细腻精巧，栩栩如生，是四川境內的一處優秀會館古建築，是研究四川客家文化的珍貴實物資料。2007年，五鳳南華宮被成都市人民政府公佈為市級文物保護單位；2012年7月16日公佈為第八批四川省文物保護單位。